# شهرستانک (خوسف)
شهرستانک ، روستایی است از توابع بخش جلگه ماژان شهرستان خوسف، واقع در استان خراسان جنوبی که بر اساس سرشماری سال ۱۳۸۵ مرکز آمار ایران، جمعیت آن بالغ بر ۲۰۲ نفر بوده‌است.

## منبع
1. ↑  «پایگاه اینترنتی مرکز آمار ایران». بایگانی‌شده از اصلی در ۱۴ نوامبر ۲۰۰۹. دریافت‌شده در ۳۱ ژانویه ۲۰۰۸.